# آخر سلالة الموهيكيين (فلم أمريكي 1920)
آخر سلالة الموهيكيين فيلم أمريكي أنتج عام 1920 مقتبس عن الرواية آخر الموهيكيين (رواية) وهو أحد أقدم الأفلام التي صورت عن الرواية بوجهة نظر أمريكية.

## الشخصيات
- والاس بيري as Magua
- Barbara Bedford as Cora Munro
- Lillian Hall as Alice Munro
- ألان روسكو as Uncas
- Harry Lorraine as Hawkeye
- Henry Woodward as Major Heyward
- جيمس غوردون as Colonel Munro
- جورج هاكاثورن as Captain Randolph
- Nelson McDowell as David Gamut
- Theodore Lorch as Chingachgook
- جاك مكدونالد (ممثل) as Tamenund
- Sydney Deane as General Webb
- بوريس كارلوف as Indian (uncredited)

## وصلات خارجية
- آخر سلالة الموهيكيين على موقع IMDb (الإنجليزية)
- آخر سلالة الموهيكيين على موقع روتن توميتوز (الإنجليزية)
- آخر سلالة الموهيكيين على موقع نتفليكس (الإنجليزية)
- آخر سلالة الموهيكيين على موقع ألو سيني (الفرنسية)
- آخر سلالة الموهيكيين على موقع Turner Classic Movies (الإنجليزية)
- آخر سلالة الموهيكيين على موقع فيلمافينيتي (الإسبانية)
- آخر سلالة الموهيكيين على موقع قاعدة بيانات الفيلم (الإنجليزية)
- آخر سلالة الموهيكيين على موقع ليتربوكسد (الإنجليزية)
- آخر سلالة الموهيكيين على موقع كينوبويسك (الروسية)
- آخر سلالة الموهيكيين متوفر للتحميل المجاني على أرشيف الإنترنت